# Ernst Penner

Ernst Penner

Ernst Penner (* 16. Juli 1883 in Paskallwen, Kreis Ragnit, Preußisch Litauen; † 26. November 1940 in Königsberg (Preußen)) war ein deutscher Kommunalbeamter und Politiker (NSDAP) in Ostpreußen.

## Leben
Nach dem Besuch der Mittelschule in Tilsit wurde Penner an den Unteroffiziersvorschulen in Weilburg (1898–1900) und Weißenfels (1900–1902) ausgebildet. Von 1902 bis 1919 diente Penner im Infanterie-Regiment Nr. 43, mit dem er am ganzen Ersten Weltkrieg teilnahm. Im Krieg wurde er mit dem Eisernen Kreuz II. Klasse und mit dem Verwundetenabzeichen ausgezeichnet. Vom 29. Oktober 1919 bis zum 29. Mai 1933 amtierte Penner als Landesobersekretär der Provinzialverwaltung Ostpreußen. Anschließend war er vom 28. Mai bis zum 31. Oktober 1933 mit der Vertretung des Landrats im Kreis Labiau betraut. Vom 1. November bis zum 26. Dezember 1933 nahm er dieselben Aufgaben kommissarischen, bevor er am 27. Dezember 1933 endgültig zum Landrat ernannt wurde.
Zum 25. September 1925 trat Penner der NSDAP bei (Mitgliedsnummer 19.247) und bekleidete verschiedene Funktionärsposten: In der Zeit vom 25. September 1925 bis zum 31. Dezember 1925 übernahm er Aufgaben als Propagandaleiter, danach fungierte er bis zum 15. September 1928 als Ortsgruppenkassenwart der Ortsgruppe Königsberg. Am 16. September 1928 erfolgte seine Ernennung zum Gauschatzmeister im Gau Ostpreußen. Ergänzend dazu übernahm er vom 1. September 1929 bis zum 30. April 1930 die Aufgaben des Kreisleiters der Kreise Königsberg-Stadt, Königsberg-Land und Fischhausen. Vom 20. April 1932 bis zum 14. Oktober 1933 gehörte Penner dem Preußischen Landtag an. Seit dem Januar 1935 war Penner außerdem Mitglied des Preußischen Provinzialrates. Im März 1935 kam er im Nachrückverfahren für den ausgeschiedenen Abgeordneten Max Stülpner in den Reichstag (Zeit des Nationalsozialismus), in dem er bis zu seinem Tod den Wahlkreis 1 (Ostpreußen) vertrat. Sein Mandat übernahm Erich Post. Verheiratet war er seit dem 4. Oktober 1909 mit Meta Broschke (1884–1968).